# Samir Duenez
Samir Yarin Duenez De Sousa (nacido en Macuto, Distrito Federal, Venezuela, el 11 de junio de 1996), es un jugador de béisbol profesional que juega en la organización Kansas City Royals y en la Liga Venezolana de Béisbol Profesional LVBP, juega con el equipo de Los Tiburones de La Guaira.

## Carrera como beisbolista

### 2013
El 20 de junio de 2013,	el 1B Samir Duenez es asignado a AZL Reales de la Arizona League de la Clase Rookie.

### 2014
El 1 de abril de 2014, fue asignado a Lexington Legends de la South Atlantic League de la Clase A (Media), de los Reales Extended, para entrenamientos de primavera.
El 10 de junio de 2014,	Samir Duenez fue asignado a Idaho Falls Chukars de la Pioneer League de la Clase Rookie.

### 2015
El 8 de abril de 2015, fue asignado a Lexington Legends de la South Atlantic League de la Clase A (Media).
El 6 de mayo de 2015, Samir Duenez fue asignado a Idaho Falls Chukars de la Pioneer League de la Clase Rookie.
El 14 de mayo de 2015, fue asignado a Lexington Legends de la South Atlantic League de la Clase A (Media).

### 2016
El 23 de junio de 2016,	fue asignado a Wilmington Blue Rocks de La Carolina League de la Clase A Avanzada (Fuerte).
El 23 de agosto de 2016, Samir Duenez fue asignado a Northwest Arkansas Naturals de La Texas League de la Doble A.
El 18 de octubre de 2016, Samir Duenez fue asignado a Navegantes del Magallanes.
El 18 de noviembre de 2016,	Kansas City Royals selecciona el contrato de Samir Duenez.

### 2018
El 11 de octubre de 2018, el 1B Samir Duenez es asignado a los Tiburones de La Guaira de la LVBP.
El 17 de diciembre de 2018,
La organización de Kansas City Royals firman al agente libre 1B Samir Duenez para contrato de la ligas menores y invitado a spring training y es asignado a Omaha Storm Chasers de la Pacific Coast League de la clase Triple A.